# Memphis coerulescens
Memphis coerulescens är en fjärilsart som beskrevs av Kivirikko 1936. Memphis coerulescens ingår i släktet Memphis och familjen praktfjärilar. Inga underarter finns listade i Catalogue of Life.